# Kappa FuturFestival
Il FuturFestival o, per ragioni di sponsorizzazione, Kappa FuturFestival conosciuto anche semplicemente come Kappa, è un festival di musica elettronica che si tiene, a partire dal 2009, a Torino.

## Storia
Il FuturFestival nasce nel 2009 per commemorare il centenario del Futurismo al Lingotto Fiere, l'organizzazione venne chiamata a collaborare con il comune per i festeggiamenti del capodanno 2010 e la celebrazione della vittoria di Torino Capitale europea dei giovani. L'evento si tenne in Piazza Vittorio Veneto, con ospiti di punta i Groove Armada e Juliette Lewis; la partecipazione del pubblico venne quantificata in circa 7000 partecipanti. L'anno successivo il festival venne ripetuto al Supermarket Club il 7 dicembre con la partecipazione dei Bloody Beetroots e del batterista Tommy Lee. Dopo un anno di pausa il concetto del festival fu rivoluzionato, e si trasformò in un festival di musica elettronica diurno all'aperto; lo stesso anno cominciò la collaborazione con l'azienda torinese di abbigliamento Kappa. Il primo Kappa FuturFestival, organizzato secondo il nuovo concept, si tenne il 30 giugno e il 1 luglio al Parco Dora; main guest della manifestazione furono i dj Deadmau5, Carl Cox e Fatboy Slim.
Il 2017 e 2018 sono anni di svolta caratterizzati dalla crescita del pubblico in numeri assoluti e dalla percentuale di pubblico proveniente dall’estero.
Nel 2019 sono oltre 60.000 le presenze, con partecipanti da 102 nazioni. Lo stesso anno KFF riceve il premio Best International Music Festival ai DJ Awards.
Nel 2020 e nel 2021, il festival è stato cancellato a causa della pandemia di Covid 19.
Nel 2022 si è tenuta la prima edizione di 3 giorni del festival, dal 1 al 3 luglio 2022, che fece anche registrare il record di circa 85.000 persone da 105 nazioni presenti in tutto l'arco del festival.
Nel 2023, alla sua decima edizione, il festival batte il suo precedente record di presenze, con oltre 90.000 persone da 118 nazioni in tre giorni.
Nel giugno 2024, il festival viene piazzato al 7º posto della classifica dei Top 100 festival al mondo stilata da DJ Mag, entrando per la prima volta in Top 10 e superando per la prima volta eventi di fama mondiale come il Coachella, il Sónar, il Burning Man e l'Awakenings.
Alla fine dell'undicesima edizione, che si è svolta dal 5 al 7 luglio 2024, il festival ancora una volta batte il suo record di presenze, con 115.000 persone da 157 nazioni.
Nel giugno 2025, nella classifica stilata da DJ Mag dei Top 100 festival mondiali, guadagna una posizione rispetto al 2024, piazzandosi 6°.
Al termine dell'edizione 2025, il festival un'altra volta batte il record precedente di presenze, con 120.000 persone da 150 paesi.

## Edizioni
- 2012 (30 giugno -1 luglio): Carl Cox, Deadmau5, John Digweed, Mathew Jonson, Reset!, Dyed Soundorom, Agoria, Acid Pauli, Davide Squillace, Matthias Tanzmann
- 2013 (13, 14 luglio): Erol Alkan, Ellen Allien, Apollonia, Joseph Capriati, Marco Carola, Keri Chandler, Carl Cox, Richie Hawtin, Damian Lazarus, Leon, Luciano, Matador, Tai, Zombie Nation.
- 2014 (5, 6 luglio): Adam Beyer, The Bloody Beetroots, Marco Carola, Dj Sneak, Disclosure, Len Faki, Alan Fitzpatrick, Richie Hawtin, Tony Humphries, Jackmaster, Mano Le Tough, Leon, LNRipley, The Martinez Brothers, Derrick May, Omar S, Maceo Plex, Kevin Saunderson, Soul Clap, Tale Of Us, Razihel, Canblaster.
- 2015 (11, 12 luglio): Ilario Alicante, Daniele Baldelli, Joseph Capriati, Marcel Dettmann, Die Antwoord, Eats Everything, Harvey's Discotheque (DJ Harvey, I-Robots, Prins Thomas, Young Marco), Jamie Jones, Kings Of House (Louie Vega, David Morales, Tony Humphries), Ben Klock, Kölsch, The Martinez Brothers, Modeselektor, Oscar Mulero, My Favorite Robot, Pan-Pot, PillowTalk, Recondite, Siriusmo, Solomun, Sven Väth, Tale Of Us, Seth Troxler.
- 2016 (9, 10 luglio): Ellen Allien, Apollonia, Marco Carola, Kerri Chandler, Carl Cox, DeWalta, Margaret Dygas, Kim Ann Foxman, Kings Of House (Louie Vega, David Morales, Tony Humphries), Ben Klock, Nina Kraviz, Monika Kruse, Chris Liebing, Lil Louis, Nicole Moudaber, Nastia, Sam Paganini, Raresh, Skin, Shannon, Solomun, Davide Squillace, Danny Tenaglia, Sven Väth, Ricardo Villalobos.
- 2017 (8, 9 luglio): The Black Madonna, Body & Soul, Boo Williams, Joe Claussell, Carl Cox, Marcel Dettmann, Dixon, Fatboy Slim, Jamie Jones, Paul Kalkbrenner, François Kevorkian, Kölsch, Nina Kraviz, Danny Krivit, Mano Le Tough, The Martinez Brothers, Masters at Work, Seth Troxler, Glenn Underground, Sven Väth.
- 2018 (7, 8 luglio): Richy Ahmed, Ilario Alicante, Adam Beyer, Joseph Capriati, Marco Carola, Dj Tennis, Marco Faraone, Fatboy Slim, Robert Hood, Jamie Jones, Kölsch, Amelie Lens, Luciano, The Martinez Brothers, Derrick May, Andrea Oliva, Sam Paganini, Pan-Pot, Ralf, Rodhad, Seth Troxler, Solomun, Patrick Topping.
- 2019 (6, 7 luglio): Apollonia, The Black Madonna, Johannes Brecht, Boris Brejcha, Boys Noize, Capofortuna, Carl Cox, Charlotte de Witte, Destructo, Dj Nobu, William Djoko, Dubfire, Len Faki, Nic Fanciulli, Peggy Gou Haai, Archie Hamilton, Richie Hawtin, Janina, Gerard Jansen, Jamie Jones, Nina Kraviz, Amelie Lens, Lollino, Luciano, Derrick May, Modeselektor, Motor City Drum Ensemble, Adam Port, San Proper, Red Axes, Reznik, Rossko, Dana Ruh, Enrico Sangiuliano, Enzo Siragusa, Solomun, Denis Sulta, Prins Thomas, Patrick Topping, Seth Troxler, Jeremy Underground, Ricardo Villalobos, Vitalic.
- 2020: annullata causa Covid19[6]
- 2021: annullata causa Covid19
- 2022 (1, 2, 3 luglio): Amelie Lens, Andrea Oliva, Ben Böhmer, Boris Brejcha, Chelina Manuhutu, Farrago B2B Milo Spyker, Fjaak, Four Tet, I Hate Models, Jay Mitta & Anti Vairas, John Summit, Kabeaushé, Menzi, Micheal Bibi, Peggy Gou, Reinier Zonneveld, Syreeta, Turkana, Wade, Agoria, Camelphat, Carl Craig ft. John Dixon, Chloé Caillet, Craig Richards, Denis Sulta, Derrick Carter, Diplo, Gandalf, Honey Dijon, Jamie Jones, Joyhauser, Pan-Pot, Ricardo Villalobos, Satoshi Tommiie, Solomun, Sonja Moonear, Tale of us, The Blessed Madonna, The Martinez Brothers, Youniverse, Anotr, Antal, Bedouin, Blackchild, Carl Cox, Cybotron, Danilo Plessow/MCDE, Danny Tenaglia, Dennis Cruz, Detlef, Enrico Sangiuliano, Fisher, Helena Hauff, Joseph Capriati, Mathew Jonson ft. Xx Isis xX, Michael Bibi B2B Seth Troxler, Monika Kruse, Paco Osuna, Paula Tape, Pawsa, Solardo, Young Marco, gizA DJs, Stomp Boxx, Sizing.

- 2023 (30 giugno, 1, 2 luglio): Afterlife presented by Tale Of Us , Anna, Another Taste live, Astra Club (DJ TENNIS - CARLITA), AYS djset, Black Coffe, Carista, Chloe Caillet, Danilo Plessow, Derrick Carter, Detroit In Effect, Floorplan, HE.SHE.THEY., Job Jobse, Joe Claussel, Kevin De Vries, Krystal Klear b2b Matisa, Lvpica, Major Lazer b2b Major League DJZ, Massano, Mathii, Michael Bibi, Mind Against, Mochakk, Paul Acquaviva, Rude, Shermanology, Stephan Bodzin live, Swedish House Mafia (KFF EXCLUSIVE SET), The Martinez Brothers, Alex Dima, Carl Craig live, Charlie Sparks, Cloonee, Cuartero, Diplo b2b Maceo Plex, DJ Bone as Doc Ciroc, Drums And Chants, Dukwa live, Enrico Sangiuliano, Enzo Siragusa, Fantastic Twins live, Fatboy Slim, Gandalf, Holy Tongue live, Indira Paganotto, Marbox, Nico Moreno, Nicola Gavino, O.Bee b2b Tomas Station, Peggy Gou, Reinier Zonneveld live, Ricardo Villalobos, Sansibar, Sasha & John Digweed, Seth Troxler, The Hacker & Alessandro Adriani live, Trym, Tushen Rai b2b Cornelius Doctor, Willikens & Ivkovic, 999999999 live, Archie Hamilton b2b Richy Ahmed, Carl Cox b2b Nicole Moudaber, Carl Cox Hybrid live, Carlita, Chris Liebing (TR303 live), Chris Stussy, Christopher Coe live, Danny Tenaglia, Dennis Cruz b2b Pawsa, Folamour (A/V), Frank Wiedemann x Mathew Jonson live, Hot Since 82, I Hate Models, Ivab Smagghe, Jamie Jones, Leo Mas, Lost Souls Of Saturn live, LP Giobbi, Paranoid London live, Riverside, San Proper, Silvie Loto, Simone De Kunovich, Sizing, Tale Of Us, The Taste, Ultimo Tango, Vintage Culture, Youniverse.

- 2024 (5, 6, 7 luglio): Adam Beyer, Adiel B2B Héctor Oaks, And, Andrea Oliva B2B Nic Fanciulli, Anna Tur, Anyma, Aurora Halal, AZYR B2B Lessss, Barbara Lago, Benedikt Frey, Black Coffee B2B Mochakk, Blake Reyes, The Blessed Madonna, Blond:ish, Bonobo DJ Set B2B DJ Tennis, Carista, Carl Cox B2B Anna, Carl Cox Hybrid Set, Carl Craig B2B Moodymann, Cassie Raptor, Cloonee, Dax J B2B SPFDJ, Dexphase, DJ Holographic, DJ Nobu B2B Aurora Halal, Drums And Chants, DVS1, Enrico Sangiuliano, Fireground Live, Fleur Shore B2B Beltran, Four Tet, Four Tet B2B Floating Points, Freddy K, Front De Cadeaux, Funk Tribu B2B Øtta, Gandalf, Honey Dijon, Hugel, Inner City Live, Jamie Jones, Jeff Mills, Joe Claussell B2B Ron Trent, Kevin De Vries, KI/KI, Kléo, Kobosil B2B Clara Cuvé, Kölsch, Legowelt Live, Lost Frequencies, LP Giobbi, Maceo Plex, Marbøx, Marco Shuttle B2B Jane Fitz, Miss Monique, Mochakk, Nico Moreno, Nicola Gavino, Nicolas Lutz, Nicole Lovera, Nina Kraviz, Oguz, Olympe, Paco Osuna, Pan-Pot, Patrick Mason, Paul Acquaviva, Polygonia, Purple Disco Machine, Quest B2B Christian AB, Reinier Zonneveld Live, Riverside, Rude, Sara Landry, Seth Troxler, Seth Troxler B2B Skream, Shlømo, Simone De Kunovic, Sizing, Skrillex B2B Blawan, Skryption, Solomun, Special Request B2B Anz, Tale Of Us, The Blaze DJ, The Hacker B2B Alessandro Adriani, The Martinez Brothers, The Taste, Tini Gessler, TRYM, Tiësto, Vintage Culture, WhoMadeWho Hybrid DJ Set, Youniverse
- 2025 (4, 5, 6 luglio): Adam Beyer B2B Maceo Plex, Adiel B2B Quest, Adrian Mills B2B Biia, Airod B2B Anxhela, Alignment, Anotr, Anyma, Anyma B2B Solomun, Artbat, Aurora Halal, Azyr, Bad Boombox, Barbara Lago B2B Daniella da Silva, Basswell B2B Onlynumbers, Ben Ufo B2B Francesco del Garda, Binh, Boris Brejcha, Caribou live, Carl Cox live, Charlotte De Witte, Chris Avantgarde, Chris Liebing, Christopher Coe live, Cloudy B2B Novah, Colin Benders, Dennis Cruz B2B The Martinez Brothers, Dexphase B2B Skryption, Diplo, Dixon, DJ Hell, DJ Stingray 313 B2B Helena Hauff, Dom Dolla, Donato Dozzy, Drums and Chants, DVS1 & Traxx, East End Dubs, Enrico Sangiuliano, Eris Drew B2B Octo Octa, Fantasm, Fatima Koanda, Fiorella, FJAAK, Fjaak B2B Elli Acula, Fleur Shore, Floating Points live Italian premiere, Folamour, Gandalf, Gene On Earth B2B Dyed Soundorom, Inner Lakes, Jane Fitz, Joe Claussell B2B Ron Trent, Joseph Capriati, Jowi, Kerri Chandler, Kettama, Kevin De Vries, Lena Willikens, Lil Louis, Lilly Palmer, Marie Montexier B2B Simone de Kunovich, Massano, Mathew Jonson, Mau P, Meduza³, Miss Monique, Mita Gami B2B Franky Wah, Nico Moreno, Nicola Gavino, Nicola Mazzetti, Nicole Lovera, Nina Kraviz, O.bee B2B Tomas Station, Octave One live, Ogazón, Ogazón B2B Ryan Elliott, Oguz, Olympe, Øtta, Paco Osuna, Patrick Mason, Pawsa, Peggy Gou, Reinier Zonneveld live, Sally C, Seth Troxler, Seth Troxler B2B DJ Tennis, Shlømo, Sizing, Skream B2B Prospa, Sneaker DJ, Solomun extended set, Soulwax live Italian exclusive, Speedy J, Surgeon, Tatyana Jane, The Exaltics live, The Lady Machine, The Robinson, Tini Gessler, Vintage Culture B2B Beltran, Voices From The Lake live, YOUniverse, .Vril, 19:26